# Pamplona (Camarines Sur)
Pamplona è una municipalità di quarta classe delle Filippine, situata nella Provincia di Camarines Sur, nella Regione del Bicol.
Pamplona è formata da 17 baranggay:
- Batang
- Burabod
- Cagbibi
- Cagbunga
- Calawat
- Del Rosario
- Patong
- Poblacion
- Salvacion
- San Gabriel
- San Isidro
- San Rafael
- San Ramon
- San Vicente
- Tambo
- Tampadong
- Veneracion (Taguilid)